# Frankie Trumbauer
Frankie Trumbauer, né Orie Frank Trumbauer le 30 mai 1901 à Carbondale (Illinois) et mort le 11 juin 1956 à Kansas City (Missouri), est un saxophoniste, chef d'orchestre et compositeur américain.